# Camilo José Cela

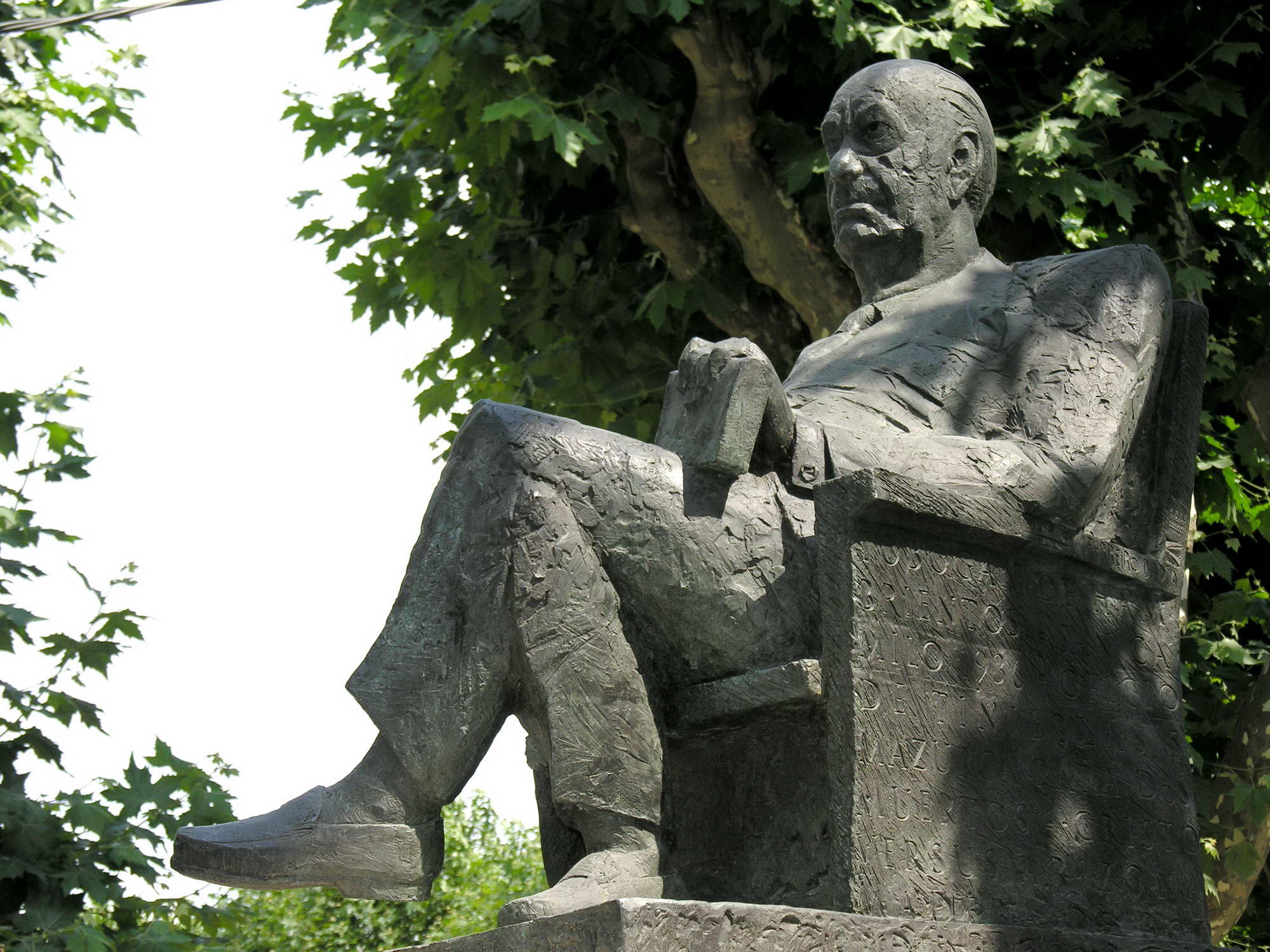
Camilo José Cela

Camilo José Cela (tên tiếng Tây Ban Nha đầy đủ: Camilo José Cela Trulock, Công tước của Iria Flavia; 11 tháng 5 năm 1916 – 17 tháng 1 năm 2002) là nhà văn Tây Ban Nha đoạt giải Nobel Văn học năm 1989.

## Tiểu sử
Camilo José Cela sinh ở Iria Flavia, Coruna, Tây Ban Nha, trong một gia đình khá giả. Lên chín tuổi gia đình chuyển về thủ đô Madrid, nơi ông học trung học, rồi theo học ngành y tại Đại học Madrid, nhưng lại thường xuyên nghe các bài giảng văn học tại khoa triết học. Trong thập niên 1930, Cela bị buộc phải tham gia cuộc nội chiến Tây Ban Nha và chấp nhận đường lối độc tài của tướng Francisco Franco, song chỉ được một thời gian ngắn ông trở về quê vì bị lao phổi nặng.
Khỏi bệnh, ông chuyển sang học chuyên ngành luật ở Madrid, đồng thời tập trung vào sáng tác văn học. Năm 1934, ông viết bài thơ đầu tiên Mi entierro (Đám tang tôi) và từ đó cái chết là đề tài ám ảnh trong các tác phẩm của ông. Năm 1942, Cela xuất bản cuốn tiểu thuyết đầu tiên La familia de Pascual Duarte (Gia đình Pascual Duarte) và nhanh chóng trở nên nổi tiếng; tác phẩm được đánh giá là cuốn tiểu thuyết Tây Ban Nha hay nhất kể từ Don Quijote de la Mancha. Từ đây, ông bắt đầu dành toàn bộ thời gian cho sáng tác văn học và làm chủ nhiệm tạp chí Papeles de Son Armadans.
Camilo José Cela sáng tác rất nhiều thể loại: tiểu thuyết, truyện dài, truyện ngắn, ký, kịch, thơ, truyện dịch, ông còn soạn Diccionario secreto (Từ điển bí mật, 1968-1971) 11 tập, gồm những từ vựng kiêng húy, bị cấm đoán, tiếng lóng..., và Enciclopedia del erotismo (Bách khoa tình dục, 1976). Song tác phẩm nổi tiếng nhất của ông là tiểu thuyết La colmena (Tổ ong, viết năm 1943, in năm 1957 ở Argentina do chế độ kiểm duyệt ở Tây Ban Nha không cho phép), kể về cuộc sống của dân chúng ở thủ đô Madrid sau khi kết thúc nội chiến. Năm 1983, ông cho ra đời tiểu thuyết cũng rất nổi tiếng, được coi là cuốn sách "trào phúng đen": Mazurca para dos muertos (Bản mazurca cho hai người chết). Năm 1989, Cela là nhà văn Tây Ban Nha đầu tiên được nhận giải Nobel (trước ông đã có bốn người Tây Ban Nha nhận giải, nhưng đều là nhà thơ hoặc viết kịch). Trong công bố báo chí, Viện Hàn lâm Thụy Điển coi ông là gương mặt nổi bật nhất trong sự nghiệp đổi mới văn học Tây Ban Nha sau chiến tranh. Cela mất năm 2002 vì bệnh tim, để lại gần 80 đầu sách, trong đó có 14 tiểu thuyết. Camilo José Cela được coi là nhà văn nổi tiếng nhất của Tây Ban Nha nửa cuối thế kỷ 20, người tạo văn phong Cela (estilo celiano) độc đáo.
Camilo José Cela đã nhận bằng tiến sĩ danh dự của 25 trường đại học trên thế giới và đoạt các giải thưởng uy tín như: Giải Văn học Quốc gia Tây Ban Nha năm 1984; Giải Thái tử Asturias năm 1987; Giải "Hành tinh" năm 1994; Giải thưởng Cervantes năm 1995. Năm 1966, ông còn được vua Juan Carlos của Tây Ban Nha phong tặng chức Công tước Iria Flavia. Đồng thời ông cũng là nhà văn gây nhiều tai tiếng nhất. Ở Tây Ban Nha ông nổi tiếng là người ham mê ăn uống, du lịch và phụ nữ. Đầu thập niên 1990 ông bị một nữ nhà văn vô danh kiện vì tội đạo văn - lấy nhiều đoạn dài trong cuốn tiểu thuyết cô ta gửi đến để đọc giám định và đưa vào cuốn La cruz de san Andres (Thánh giá Thánh Andres, giải Hành tinh năm 1994). Kể cả "chúc thư" Cela đã để lại sau khi mất cũng gây bất bình vì ông đã dành hầu hết tài sản cho cô vợ trẻ mà chỉ để lại phần nhỏ cho con và gần như không cho bà vợ đầu đã cùng chung sống suốt 44 năm. Ông mất tại Madrid năm 2002.

## Tác phẩm
- La familia de Pascual Duarte (Gia đình Pascual Duarte, 1942), tiểu thuyết
- Neuvas andanzas y desventuras de Lazarillo de Tormes (Những cuộc phiêu lưu mạo hiểm mới của Lazarillo và Tormes, 1944), tiểu thuyết
- Pabellón de Reposo (Nhà nghỉ, 1944), tiểu thuyết
- Viaje a la Alcarria (Hành trình tới Alcarria, viết xong 1943, in 1951), ghi chép du lịch
- La colmena (Tổ ong, 1951), tiểu thuyết
- Mrs. Caldwell habla con su hijo (Bà Caldwell nói với con, 1953), tiểu thuyết
- La rueda de los ocios (Bánh xe thời gian rỗi, 1957), kí
- Historias de Espana (Những câu chuyện Tây Ban Nha, 1958), truyện
- Viajes por Espana (Đi trên đất nước Tây Ban Nha, 3 sách, 1965-1968), ghi chép
- Maria Sabina (1967), kịch
- San Camilo, 1936 (1969), tiểu thuyết
- Ojicio de tinieblas (Vai trò của bóng tối, 1973), truyện
- Mazurca para dos muertos (Bản mazurca dành cho hai người chết, 1983), tiểu thuyết
- Diccionario secreto (Từ điển bí mật, 1968-1971), từ điển
- Enciclopedia del erotismo (Bách khoa tình dục, 1976), từ điển
- Nuevo viaje a la Alcarria (Chuyến đi mới đến Alcarria, 1986), ghi chép du lịch
- Cristo versus Arinoze (Chúa Kito đối diện với Arizone, 1988), tiểu thuyết
- Obras Completas 25 vols (Tuyển tập tác phẩm 25 tập, 1989-1990)
- La cruz de san Andres (Thánh giá Thánh Andres, 1993), tiểu thuyết
- Memorias, entendimientos y voluntades (1993), tự truyện
- Poesía completa (Tuyển tập thơ, 1996), thơ
- Madera de boj (1999), tiểu thuyết
- La extracción de la piedra de la locura o El inventor del garrote (1999), thơ